# 幻日環

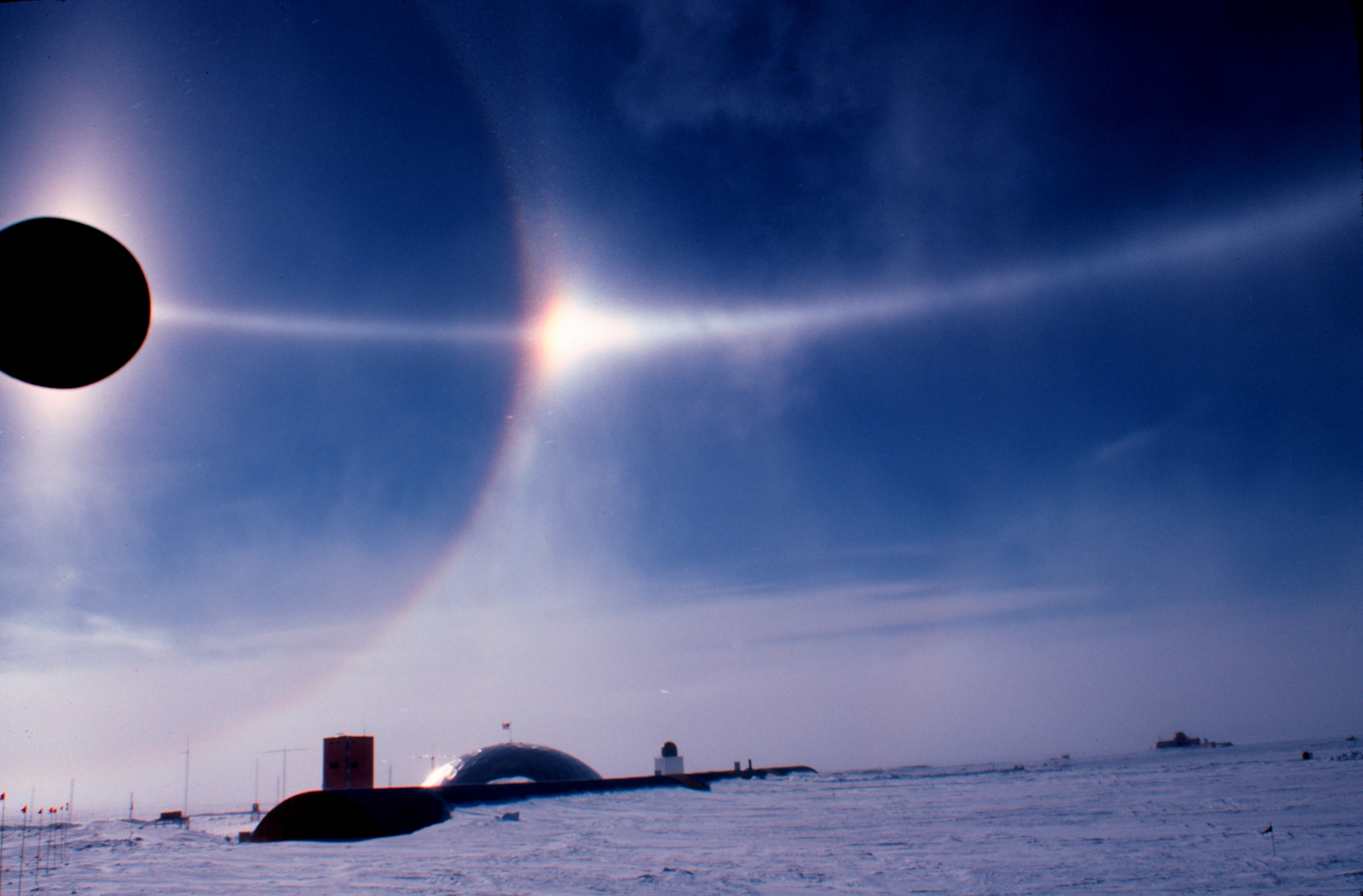
在阿蒙森-斯科特南極站上看見的一個清晰的幻日環（水平線）。
照相：John Bortniak，美國國家海洋暨大氣總署（NOAA），1979年1月。

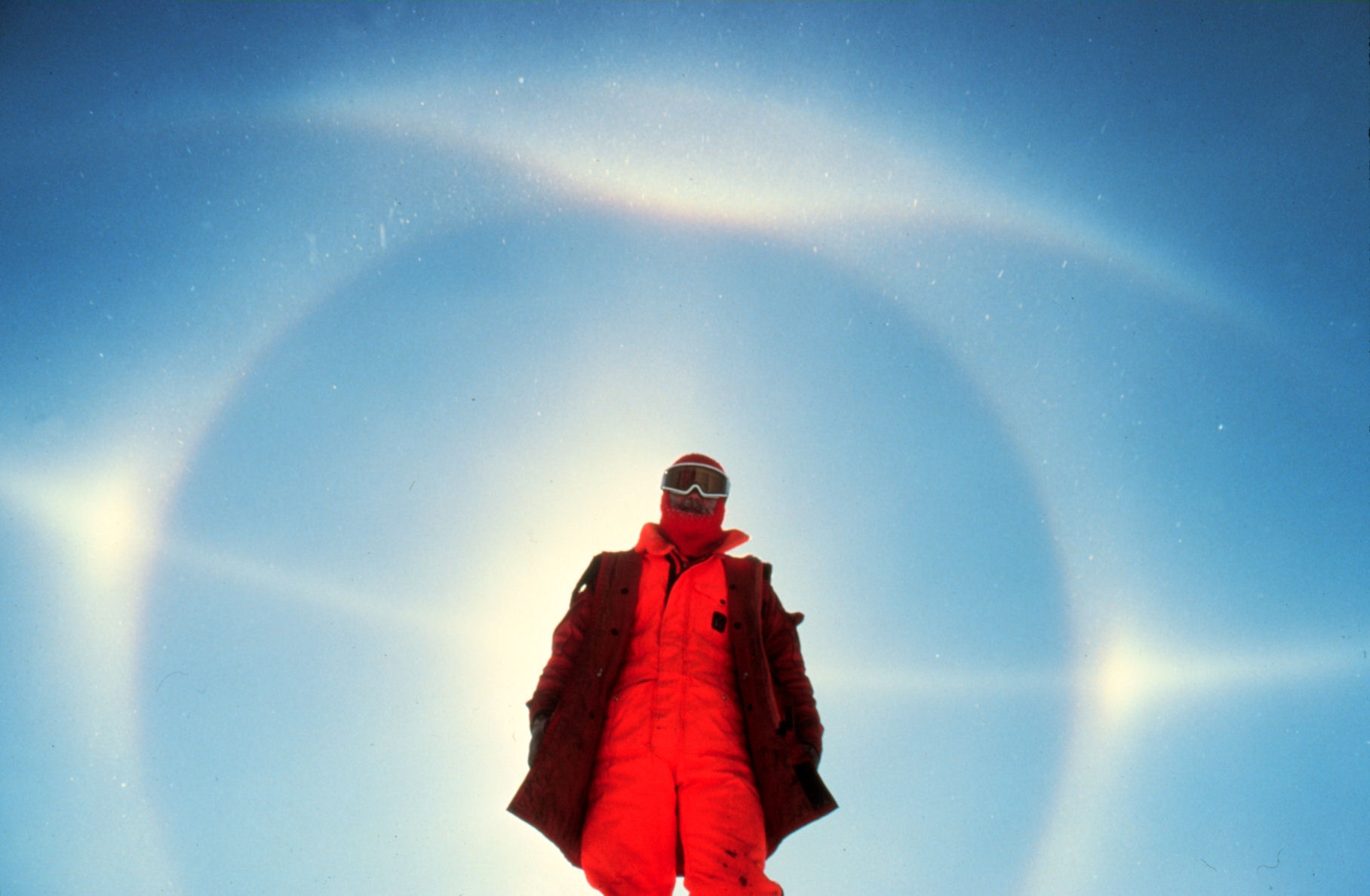
顯示在南極上空觀察到的暈像。照片中的特色是幾個截然不同的現象：一個幻日環（水平線），一個22度暈（圓）與兩個幻日（亮點），和一個上切弧。
照相：Cindy McFee，NOAA，1980年12月。

幻日環是一種光學的暈像， 會以水平的白線出現在與太陽相同的高度上，月球偶爾也會出現這種暈像。如果是完整的，它會伸展成為一個與地面平行的一個圓，但更常見的是它只出現一部份。
即使只是部份的幻日環，也不會像22度暈和幻日那麼常見。因為它們是由反射產生的，因此環通常是白色；然而，當出現120度的幻日時，它們可以呈現藍色或綠色的色調，並且在邊緣呈現紅色或深紫色。
幻日環是由幾乎與陽光垂直的六邊形冰晶反射形成。反射可以是外部（即沒有穿過冰晶），形成靠近太陽附近的幻日環；也可以是內部（晶體內的一次或多次反射），形成遠離太陽部分的幻日環。由於多次的反射會使折射變得不對稱，因此在遠離太陽的部分會分離且產生一些顏色。幻日則始終與幻日環對齊（但並不會總是與22度暈對齊）。
幻日環的強度主要依據1-3-2和1-3-8-2射線決定（參見W.Tape的命名法，1是六邊形頂部的表面，2是底部的表面，3至8以逆時針方式依序表示各個側面。光線由它遇到冰晶表面的順序來表示）。較前面射線的路徑負責在其方位上的藍色暈點。
{\displaystyle \theta _{{\mathfrak {1}}{\mathfrak {3}}{\mathfrak {2}}}=2\arcsin \left(n\cos \left(\arcsin \left(1/n\right)\right)/\cos \left(e\right)\right)},
此處的{\displaystyle n}是材料（冰晶）的折射指數（不是斜射光的布拉瓦折射指數）。但是，更多的特徵為幻日環的強度模式提供了結構。幻日環的特徵包括90度的利耶奎斯特幻日（可能無法觀測）、第二階的90度幻日（不能觀測）、22度幻日等等。
通過實驗的手段，例如使用旋轉的晶體，可以產生人造的幻日環。

## 外部連結
- Atmospheric Optics - Ice Halos （页面存档备份，存于）